# Чемпіонат світу з легкої атлетики 2019 — спортивна ходьба на 20 кілометрів (чоловіки)

Трансляція дисципліни

Змагання зі спортивної ходьби на 20 кілометрів серед чоловіків на Чемпіонаті світу з легкої атлетики 2019 проходили 4 жовтня на шосейній кільцевій трасі (довжина кільця — 1 км), прокладеній вулицями Дохи, зі стартом та фінішем навпроти Будівлі Національного дня Катару (англ. National Day Building).

## Напередодні старту
На початок змагань основні рекордні результати були такими:
| WR | Судзукі Юсуке (JPN)     | 1:16.36 | Номі     | 15 березня 2015 |
| CR | Джефферсон Перес (ECU)  | 1:17.21 | Сен-Дені | 23 серпня 2003  |
| WL | Яманісі Тосікадзу (JPN) | 1:17.15 | Номі     | 17 березня 2019 |

Явний фаворит на чоловічій «двадцятці» був відсутній, проте підвищена увага була прикута до тріо японських ходоків на чолі з лідером сезону Яманісі Тосікадзу.

## Результати
У заході за тяжких кліматичних умов перемогу здобув японець Яманісі Тосікадзу.
| Місце | Атлет                       | Час     | Примітки |
| ----- | --------------------------- | ------- | -------- |
| 1     | Яманісі Тосікадзу (JPN)     | 1:26.34 |          |
| 2     | Василь Мізінов (ANA)        | 1:26.49 |          |
| 3     | Персеус Карлстрем (SWE)     | 1:27.00 |          |
| 4     | Крістофер Лінке (GER)       | 1:27.19 |          |
| 5     | Саліх Коркмаз (TUR)         | 1:27.35 |          |
| 6     | Ікеда Кокі (JPN)            | 1:29.02 |          |
| 7     | Том Босворт (GBR)           | 1:29.34 |          |
| 8     | Ван Кайхуа (CHN)            | 1:29.52 |          |
| 9     | Інь Цзясін (CHN)            | 1:29.53 |          |
| 10    | Такахасі Ейкі (JPN)         | 1:30.04 |          |
| 11    | Марюс Жюкас (LTU)           | 1:30.22 |          |
| 12    | Ерік Баррондо (GUA)         | 1:30.40 |          |
| 13    | Каю Бонфін (BRA)            | 1:31.32 |          |
| 14    | Массімо Стано (ITA)         | 1:31.36 |          |
| 15    | Дейн Бьорд-Сміт (AUS)       | 1:32.11 |          |
| 16    | Кевін Кампьйон (FRA)        | 1:32.16 |          |
| 17    | Гаген Поле (GER)            | 1:32.20 |          |
| 18    | Андрес Чочо (ECU)           | 1:32.49 |          |
| 19    | Георгій Шейко (KAZ)         | 1:32.53 |          |
| 20    | Хуліо Саласар (MEX)         | 1:33.02 |          |
| 21    | Чхве Бьонькван (KOR)        | 1:33.10 |          |
| 22    | Альваро Мартін (ESP)        | 1:33.20 |          |
| 23    | Бріан Пінтадо (ECU)         | 1:33.48 |          |
| 24    | Габріель Бордьє (FRA)       | 1:34.06 |          |
| 25    | Маттео Джуппоні (ITA)       | 1:34.29 |          |
| 26    | Мігель Анхель Лопес (ESP)   | 1:35.00 |          |
| 27    | Ірфан Колотум Тоді (IND)    | 1:35.21 |          |
| 28    | Іван Лосев (UKR)            | 1:35.42 |          |
| 29    | Луїс Кампос (PER)           | 1:37.20 |          |
| 30    | Віктор Шумік (UKR)          | 1:37.23 |          |
| 31    | Алекс Райт (IRL)            | 1:37.33 |          |
| 32    | Давід Томаля (POL)          | 1:38.15 |          |
| 33    | Самуель Гатімба (KEN)       | 1:40.45 |          |
| 34    | Едуард Забуженко (UKR)      | 1:41.04 |          |
| 35    | Дієго Гарсія (ESP)          | 1:41.14 |          |
| 36    | Девендер Сінгх (IND)        | 1:41.48 |          |
| 37    | Кім Гюнсуб (KOR)            | 1:42.13 |          |
| 38    | Вейн Снайман (ZAF)          | 1:43.57 |          |
| 39    | Моасір Ціммерманн (BRA)     | 1:44.16 |          |
| 40    | Олександр Ляхович (BLR)     | 1:44.25 |          |
| —     | Хосе Артеага (ECU)          | —       | DNF      |
| —     | Нільс Брембах (GER)         | —       | DNF      |
| —     | Цай Цзелінь (CHN)           | —       | DNF      |
| —     | Рідіан Ковлі (AUS)          | —       | DNF      |
| —     | Хосе Раймундо (GUA)         | —       | DNF      |
| —     | Карлос Санчес Кантера (MEX) | —       | DNF      |
| —     | Річард Варгас (VEN)         | —       | DNF      |
| —     | Хосе Баррондо (GUA)         | —       | DQ       |
| —     | Джон Кастаньєда (COL)       | —       | DQ       |
| —     | Хосе Лейвер (MEX)           | —       | DQ       |
| —     | Хосе Мамані (PER)           | —       | DQ       |
| —     | Каллум Вілкінсон (GBR)      | —       | DQ       |
| —     | Еван Данфі (CAN)            | —       | DNS      |
| —     | Джорджіо Рубіно (ITA)       | —       | DNS      |